# Sten Danielsson
Sten Erwing Danielsson, född 14 juni 1948 i Mölndal, död 3 mars 2018, var en svensk fotbollsspelare och bandyspelare.
Danielsson värvades 1972 ifrån IK Kongahälla till IFK Göteborg, som vid denna tidpunkt låg i division 2. Han spelade åren 1972–1975 60 A-lagsmatcher för IFK Göteborg och gjorde 10 mål. Han har på klubbens hemsida fått omdömet "underskattad och teknisk ytter under de dystra åren på 70-talet".
Sten Danielsson spelade även bandy med IFK Kungälv.